# Kaméha
 (août 2014).
Si vous disposez d'ouvrages ou d'articles de référence ou si vous connaissez des sites web de qualité traitant du thème abordé ici, merci de compléter l'article en donnant les références utiles à sa vérifiabilité et en les liant à la section « Notes et références ».
Kaméha est un magazine bimestriel de prépublication de mangas publié de juillet 1994 à janvier 1998 par les éditions Glénat. Ce fut le premier périodique du genre depuis la fin du Le Cri qui tue en mars 1981, treize ans auparavant.

## Le Magazine
Le magazine, vendu en kiosque 30 francs (39 pour les neuf premiers numéros) et plutôt orienté seinen (vers les jeunes adultes) même s'il proposait quelques titres shōnen (vers les adolescents), de dimension 190x285, publiait en pré-publication et en noir et blanc des mangas destinés ensuite à être publiés tel quel.
Kaméha a été publié pour la première fois en juillet 1994 et a connu 32 numéros jusqu'en janvier 1998. Ces 32 numéros ont fait l'objet d'une nouvelle édition de 16 recueils, publiant à chaque fois deux numéros avec une couverture cartonnée, de février 1995 à août 1998.
Il a accueilli différentes séries, la plupart publiées par la suite dans la collection Kaméha, comme Crying Freeman ou Next Stop (prépublié sous son nom original Sex), d'autres publiés dans la collection Akira comme Appleseed, Riot de Satoshi Shiki, ou bien  Nomad de Morvan, Buchet et Savoia ; ou sans collection comme Mermaid Forest de Rumiko Takahashi (1 tome sur 3) ou encore Pineapple Army de Naoki Urasawa et Kazuya Kudo (1 tome sur 10). Seuls Sanctuary et Riot ont eu deux tomes prépubliés.
Au moins un amerimanga (comic imitant le style manga) y fut prépublié avec The Dirty Pair: A Plague of Angels de Toren Smith (en) et Adam Warren, ainsi qu'une BD asiatique non japonaise : Balezo d'Ah Tui. G-Squad, une courte BD de Jean-David Morvan, Philippe Buchet, Anne 95, Color Twins et Kevin Hérault y a également été prépubliée. Ces différentes BD ne furent pas publiées par la suite.
Le dessinateur Yacine Elghorri y a fait ses débuts en créant la mascotte du magazine Sushi Man.
Glénat devait à l'origine sortir Manga Player avec Média Système Édition, futur Pika Édition, mais décida finalement de sortir son propre magazine[réf. nécessaire]. L'origine de la prépublication de mangas en France vient de Player One qui prépublia le volume 2 de Ranma 1/2 dès avril 1994, bien qu'il y eut un précédent isolé avec les six numéros du Cri qui tue de juin 1978 à mars 1981.

## La Collection
Les mangas de la collection ont presque tous été prépubliés dans le magazine, mais la plupart ont vu leur publication stoppée avant terme :
- Crying Freeman de Ryōichi Ikegami et Kazuo Koike, 2 tomes sur 10.
- Ikkyu de Hisashi Sakaguchi, 4 tomes sur 4 (seul titre jamais publié dans Kameha Magazine).
- Next Stop d'Atsushi Kamijō, 2 tomes.
- Raïka de Yu Terashima et Kamui Fujiwara (en), 5 tomes sur 12.
- Sanctuary de Ryōichi Ikegami et Shō Fumimura, 2 tomes sur 12.
- Striker (en), de Ryōji Minagawa et Hiroshi Takashige (en), 2 tomes sur 11.
- Version (ja) de Hisashi Sakaguchi, 1 tome sur 3.
- Zed, tiré de l'OAV Roujin Z, de Katsuhiro Ōtomo et Amina Okada, 1 tome.